# انخیمنس ۶۰۵۱
سیارک ۶۰۵۱ (به انگلیسی: 6051 Anaximenes، نامگذاری:1992BX1) شش هزار و پنجاه و یکمین سیارک کشف شده‌است که در ۳۰ ژانویه ۱۹۹۲ کشف شد.
قدر مطلق سیارک برابر ۱۲٫۱۰ است.